# Thomson MO 6
Thomson MO 6 (MO 6) је кућни рачунар, производ фирме Томсон (Thomson) који је почео да се израђује у Француској током 1986. године.
Користио је Motorola MC 6809e као централни микропроцесор а РАМ меморија рачунара MO 6 је имала капацитет од 128 KB. 

## Детаљни подаци
Детаљнији подаци о рачунару MO 6 су дати у табели испод.
|                       |                                                                             |
| [ 1 ]                 |                                                                             |
| Произвођач            | Томсон                                                                      |
| Тип                   | кућни рачунар                                                               |
| Меморија              | 128                                                                         |
| Поријекло             | Француска                                                                   |
| Година                | 1986                                                                        |
| Тастатура             | пуни помак тастера, 69 тастера, са 5 функцијских тастера и тастерима смјера |
| Процесор              |                                                                             |
| Фреквенција процесора | 1                                                                           |
| RAM                   | 128                                                                         |
| ROM                   | 64                                                                          |
| Текст                 | 40 или 80 знакова x 25 линија                                               |
| Графика               | 8 модова, од 160 x 200 до 640 x 200 тачака                                  |
| Боја                  | од 2 до 16 између 4096                                                      |
| Звук                  | 3 канала, 7 октава                                                          |
| Димензије             | 36 (ширина) x 31 (дубина) x 8,5 (висина)                                    |
| Портови               |                                                                             |
| Оперативни систем     | [[]]                                                                        |